# ناعومي براون
ناعومي براون (بالإنجليزية: Naomi Brown)‏ هي لاعبة كرلنغ بريطانية، ولدت في 19 ديسمبر 1996 في Stranraer ‏ في المملكة المتحدة.

## وصلات خارجية
- ناعومي براون على موقع الاتحاد الدولي للكرلنغ (الإنجليزية)